# ラリー・バローズ
ラリー・バローズ（Larry Burrows、1926年5月29日 - 1971年2月10日）はイギリス出身の写真家。ベトナム戦争を追った作品で有名。

## 生涯
ロンドン生まれ。16歳で学校を去り、ロンドンのライフで働くようになる。バローズはロバート・キャパによるノルマンディー上陸作戦の写真を、現像の際に溶かしてしまった人物と言われているが、実際にはデニス・バンクスという暗室助手によるもので、現像したフィルムを乾燥する際の事故である。
バローズは写真家となり、1962年からベトナム戦争を取材し、多くのすぐれた作品を残し、1963年、1965年、1971年の3回ロバート・キャパ賞を受賞。バローズは1971年2月10日、ラオスにて乗っていたヘリコプターが北ベトナム軍によって撃墜され、アンリ・ユエ、ケント・ポッター、嶋元啓三郎と共に死亡した。

## 写真集
- レクイエム (1997) - ベトナム、カンボジア、ラオスで亡くなったジャーナリスト達の作品を集めた写真集。
- Vietnam (2002)

## 参照
1. ↑  Flying Short Course: Evolving Newspapers Pushing Photojournalists For Video Archived 2008年1月22日, at the Wayback Machine.
2. ↑  Morris blames it on a young developer named Dennis Banks. John G. Morris, "Get the picture, A personal history of photojournalism", Random House Inc, N-Y 1998